# Paronychia ellenbergii
Paronychia ellenbergii är en nejlikväxtart som beskrevs av Mohammad Nazeer Chaudhri. Paronychia ellenbergii ingår i släktet prasselörter, och familjen nejlikväxter. Inga underarter finns listade i Catalogue of Life.